# Brusselse Rand
Met de Vlaamse Rand of Brusselse Rand (ook kortweg de Rand) bedoelt men een kring van 19 gemeenten rond het Brussels Hoofdstedelijk Gewest, die tot het Vlaams Gewest behoren en deels ook behoren tot het stedelijk gebied van Brussel. Vlamingen noemen het gebied gewoonlijk de Vlaamse Rand, in Franstalig België is de benaming périphérie bruxelloise (Brusselse Rand) gebruikelijk. Over dit verschil in perspectief bestaan taalpolitieke discussies. Zes gemeenten in de Rand, waar net als in Brussel verfransing ingang vond, kennen speciale taalrechten voor Franstaligen.

## Gebiedskenmerken
Het ringvormige gebied wordt soms onderscheiden in de noordrand, oostrand, zuidrand en westrand. De zes faciliteitengemeenten waar de verfransing van Vlaanderen speelt, kennen beperkte taalrechten voor Franstaligen. Alle 19 gemeenten maken deel uit van de provincie Vlaams-Brabant en behoren (met uitzondering van Tervuren dat tot het arrondissement Leuven behoort) tot het arrondissement Halle-Vilvoorde (en dus tot het voormalige kiesarrondissement B-H-V). Hoewel de randgemeenten geen bestuurlijk of administratief geheel vormen, genieten ze vanwege de Vlaamse overheden wel een bijzondere belangstelling en sommige gunsten, omdat ze door de nabijheid van het Brussels Hoofdstedelijk Gewest te maken hebben met een aantal specifieke uitdagingen op vlak van verkeer, ruimtelijke ordening, internationalisering, grondspeculatie, milieuvervuiling en taalpolitiek. De Vlaamse regering neemt specifieke maatregelen om de verfransing van haar grondgebied tegen te gaan.

De 19 gemeenten grenzen aan een Brusselse gemeente of aan een randgemeente met taalfaciliteiten: zes faciliteitengemeenten Drogenbos, Kraainem, Linkebeek, Sint-Genesius-Rode, Wemmel en Wezembeek-Oppem en de gemeenten Asse, Beersel, Dilbeek, Grimbergen, Hoeilaart, Machelen, Meise, Merchtem, Overijse, Sint-Pieters-Leeuw, Tervuren, Vilvoorde en Zaventem. Volgens een ruimere definitie horen ook volgende gemeenten bij de "brede Rand": Affligem, Gooik, Halle, Huldenberg, Kampenhout, Kortenberg, Lennik, Liedekerke, Pepingen, Steenokkerzeel en Ternat.
De grondprijzen in de Brusselse rand zijn relatief hoog door de belangstelling van werknemers van in Brussel gevestigde internationale instellingen en multinationale bedrijven. De overheidsmaatregel Wonen in eigen streek tracht het voor plaatselijke jongvolwassenen mogelijk te maken een huis te verwerven.

## Deelzones
Vier zones worden onderscheiden, elk met één of meer zijriviertjes ('beken') van de Zenne:

### Noordrand
De noordrand kan men omschrijven als het gebied van de Maalbeek en de Tangebeek en omvat de volgende plaatsen:
- Relegem (gemeente Asse)
- Wemmel (faciliteitengemeente)
- Hamme (gemeente Merchtem)
- Meise (gemeente Meise)
- Strombeek-Bever, Grimbergen en Beigem (gemeente Grimbergen)
- Koningslo en Het Voor (stad Vilvoorde)

### Oostrand
De oostrand kan men omschrijven als het gebied van de Woluwe en omvat de volgende plaatsen:
- Kraainem (facilteitengemeente)
- Wezembeek en Oppem (faciliteitengemeente Wezembeek-Oppem)
- Sint-Stevens-Woluwe, Zaventem, Nossegem en Sterrebeek (gemeente Zaventem)
- Diegem en Machelen (gemeente Machelen)
- Jezus-Eik (gemeente Overijse)
- Tervuren

### Zuidrand
De zuidrand kan men omschrijven als het gebied van de Linkebeek, de Molenbeek en de IJse en omvat de volgende plaatsen:
- Linkebeek en 't Holleken (faciliteitengemeente Linkebeek)
- Drogenbos (faciliteitengemeente)
- Sint-Genesius-Rode (faciliteitengemeente)
- Hoeilaart, inclusief Groenendaal
- Beersel
- Sint-Pieters-Leeuw, meer bepaald Zuun, Negenmanneke en Vlezenbeek.

### Westrand
De westrand kan men omschrijven als het gebied van de Neerpedebeek, de Vogelzangbeek en de (westelijke) Molenbeek en omvat de volgende plaatsen in het Pajottenland:
- Zellik (gemeente Asse)
- Groot-Bijgaarden, Dilbeek, Itterbeek, Sint-Anna-Pede en Sint-Gertrudis-Pede (gemeente Dilbeek)
- Vlezenbeek (gemeente Sint-Pieters-Leeuw)
- Tomberg (Boven-Pede, gemeente Lennik)

## Effect op de nationale politiek
De gemeentebesturen van gemeenten met een Nederlandstalige meerderheid voeren een beleid voor het behouden van het Nederlandstalig karakter van de gemeente. Een bekend voorbeeld is Dilbeek, dat langs de toegangswegen een bord plaatste met daarop "Waar Vlamingen thuis zijn," wat vanuit meerdere hoeken op kritiek stuitte. Zaventem en Londerzeel beslisten de verkoop van gronden uit gemeentelijke verkavelingen te koppelen aan de bereidheid om Nederlands te leren. Het Comité tegen Rassendiscriminatie van de Verenigde Naties (CERD) uitte hierover zijn "bezorgdheid". Hetzelfde gold voor de Vlaamse wooncode, die de bereidheid om Nederlands te leren als voorwaarde stelt om een sociale woning te kunnen kopen. Vilvoorde stelde de kennis van het Nederlands — en dus meer dan enkel de bereidheid het te leren — vereist voor de aankoop van 15 financieel interessante woningen. De Franstalige partijen vonden deze maatregel "discriminerend" en Christian Van Eyken (UF-FDF), het enige Franstalige lid van het Vlaams Parlement, diende hiertegen een klacht in bij de Europese Commissie. Het OCMW van Geraardsbergen, gelegen aan de taalgrens maar niet in de Vlaamse Rand, bepaalde dat men het recht op een uitkering van een leefloon verliest als na een jaar nog steeds geen elementaire kennis van het Nederlands kan worden voorgelegd.
Op 13 en 14 mei 2008 kwam een onderzoekscommissie van het Congres van Lokale en Regionale Overheden van de Raad van Europa naar de Vlaamse Rand om de niet-benoeming van de drie burgemeesters van de faciliteitengemeenten Wezembeek-Oppem, Kraainem en Linkebeek te onderzoeken. De delegatie werd geleid door een Fransman, en bestond verder uit een Serviër, een Zweed, een Duitse expert-ter-zake en twee andere Franse leden van het Congres. Vlaams minister van Binnenlands Bestuur Marino Keulen weigerde hun benoeming nadat ze in 2007 oproepingsbrieven voor de gemeenteraadsverkiezingen spontaan in het Frans hadden verstuurd, terwijl dit volgens de officiële Vlaamse interpretatie van de federale taalwetgeving in het Nederlands moet gebeuren, waarna later, op aanvraag, een Franstalige versie kan worden opgestuurd. Daarnaast hadden de burgemeesters toegelaten dat tijdens de gemeenteraad Frans gesproken werd, terwijl dit in het Nederlands moet. Daarmee overtraden ze de taalwet. Michel Guégan, burgemeester van La Chapelle-Caro en de Franse delegatieleider, vond de sanctie van niet-benoeming niet in verhouding tot de overtreding. Dit bracht volgens hem het normale functioneren van de gemeente in het gedrang. Ook stelde hij vragen bij de inmenging van een hogere overheid bij de benoeming van "democratisch verkozen" burgemeesters. Dat in gemeenten met een Franstalige meerderheid de interne bestuurstaal enkel Nederlands is, zou volgens hem ook de deelname van de inwoners aan het lokale politieke leven bemoeilijken. De besluiten van de rapporteurs werden in Vlaanderen op hoongelach onthaald. De bevoegde minister, Marino Keulen, noemde het "absurd" dat geen rekening werd gehouden met de taalwetgeving, de grond waarop de benoemingen geweigerd werden. Europees Parlementslid Frieda Brepoels (N-VA) klaagde de "arrogantie en lichtzinnigheid" van de delegatie aan.

## Verwante maar niet identieke begrippen
- De Gordel
- Gordelfestival
- Groene Gordel
- Vlaamse Ruit
- De (Brusselse) olievlek is een metafoor voor de vanuit de hoofdstad uitdijende verfransing op Vlaams grondgebied